# Okaya, Nagano
Okaya (岡谷市 Okaya-shi) là một thành phố thuộc tỉnh Nagano, Nhật Bản.